# 과천여자고등학교
과천여자고등학교(果川女子高等學校)는 대한민국 경기도 과천시 중앙동에 있는 사립 고등학교이다.

## 학교 연혁
- 1967년 12월 7일 : 학교법인 문경학원 설립, 설립자 류택희 박사
- 1970년 10월 17일 : 한일중학교 설립인가
- 1976년 3월 2일 : 한일중학교 개교, 초대 류택희 교장 취임
- 1983년 3월 2일 : 한일여자고등학교로 교명 개명
- 1988년 3월 1일 : 과천여자고등학교로 교명 변경
- 1990년 2월 28일 : 과천여자중학교 발전적 폐교
- 1996년 9월 10일 : 학교법인 문경학원을 경문학원으로 정관 변경
- 1999년 11월 6일 : 학교법인 경문학원을 영산학원으로 정관 변경
- 2013년 5월 20일 : 류희정 이사장 취임
- 2020년 12월 29일 : 고교학점제 선도학교 지정
- 2022년 3월 1일 : 글로벌 사회융합교과 특성화 교육과정 운영
- 2023년 1월 4일 : 제45회 졸업(졸업생 누적수 18,279명)
- 2023년 3월 1일 : 제8대 어기룡 교장 취임
- 2023년 3월 2일 : 제48회 신입생 입학

## 참고 자료
- 과천여자고등학교 - 한국교육학술정보원 학교알리미